# Chunopleura microgaster
Chunopleura microgaster är en ryggsträngsdjursart som beskrevs av Lúcia Garcez Lohmann 1914. Chunopleura microgaster ingår i släktet Chunopleura och familjen lysgroddar.
Artens utbredningsområde är Indiska oceanen. Inga underarter finns listade i Catalogue of Life.